# Lista de prefeitos de Guarabira
Esta é a lista de prefeitos do município de Guarabira, no Estado brasileiro da Paraíba, e compreende todas as pessoas que tomaram posse definitiva da Chefia do Poder Executivo Municipal prevista pela legislação vigente.
Em 1889, com a Proclamação da República, as Câmaras municipais foram dissolvidas e, em seu lugar, criado um Conselho de Intendência cujos membros eram nomeados pelo governo estadual, no qual seu presidente, o Intendente era o administrador. Antes, não havia o Conselho de Intendência e sim o Conselho Municipal, também formado pelos Vereadores, e seu presidente era quem administrava o Município.
Na Paraíba, o Governador Venâncio Augusto de Magalhães Neiva, ao decretar a dissolução das antigas Câmaras Municipais do Império, criou os Conselhos de Intendência Municipal com as atribuições administrativas destas.
O cargo de Prefeito Municipal foi criado pelo Presidente Álvaro Machado, através da lei nº 27, de março de 1895. Anteriormente a administração municipal estava confiada ao Conselho Municipal. A 25 de outubro de 1890 uma lei declarava extinto o cargo de Prefeito Municipal e determinava o retorno à situação anterior, com a administração confiada ao Conselho Municipal.
A Lei nº 221, de 14 de novembro de 1904, restaura definitivamente a função executiva municipal, ato assinado pelo governo do presidente Álvaro Machado, com seu regresso ao poder da Província.
O primeiro prefeito nomeado pelo governador foi o coronel Francisco Joaquim de Andrada Moura (Cel. Quincas Moura). Tomou posse no dia 24 de janeiro de 1896, deixando o cargo em 1900 quando o cargo de prefeito foi extinto. Restaurado o cargo de Prefeito, foi escolhido o Sr. Manoel Pereira para administrar cidade, sendo nomeado em 1905 ficando à frente da Prefeitura Municipal até o ano de 1909.
O primeiro prefeito eleito do município foi o Sr. Sabiniano Maia, em 1947. Após a nova Constituição de 1988 foi eleito Roberto Paulino.
A atual Lei Orgânica do Município foi composta, revisada e sancionada pela Assembléia Municipal Constituinte, em 1990.
| Nº | Nome                                              | Imagem                | Partido      | Início do mandato       | Fim do mandato                                                      | Observações                              |
| 1  | Francisco Joaquim de Andrade Moura, Quincas Moura |                       | PMB          | 22 de outubro de 1896   | 22 de outubro de 1900                                               | Intendente                               |
| 2  | Manuel Pereira da Silva                           |                       | PSN          | 22 de outubro de 1900   | 28 de outubro de 1908                                               | Intendente                               |
| 3  | Luís Galdino Sales                                |                       | PRC          | 28 de outubro de 1908   | 31 de dezembro de 1911                                              | Intendente                               |
| 4  | João Farias Pimentel                              |                       | PRC          | 1° de janeiro de 1912   | 24 de julho de 1915                                                 | Intendente                               |
| 5  | José Álvares Trigueiro                            |                       | PRC          | 24 de julho de 1915     | 22 de outubro de 1918                                               | Intendente                               |
| 6  | Manoel Lordão                                     |                       | PRC          | 22 de outubro de 1918   | 22 de outubro de 1920                                               | Intendente                               |
| 7  | Osório de Aquino Torres                           |                       | PRC          | 22 de outubro de 1920   | 22 de outubro de 1923                                               | Intendente                               |
| 8  | Antônio Galdino Guedes                            |                       | PRC          | 22 de outubro de 1923   | 30 de novembro de 1929                                              | Intendente                               |
| 9  | Sebastião Bezerra Bastos                          |                       | PP           | 30 de novembro de 1929  | 30 de abril de 1931                                                 | Prefeito nomeado                         |
| 10 | Luciano Varedas                                   |                       | PDB          | 30 de abril de 1931     | 30 de janeiro de 1932                                               | Prefeito nomeado                         |
| 11 | José Tertuliano Ferreira de Melo                  |                       | PRT          | 31 de janeiro de 1932   | 1º de julho de 1935                                                 | Prefeito nomeado                         |
| 12 | Francisco Bandeira Pequeno                        |                       | PP           | 1º de julho de 1935     | 3 de agosto de 1935                                                 | Prefeito nomeado                         |
| 13 | João Medeiros Filho                               |                       | PP           | 3 de agosto de 1935     | 18 de dezembro de 1935                                              | Prefeito nomeado                         |
| 14 | Valdemar Menino                                   |                       | PDB          | 28 de novembro de 1936  | 27 de julho de 1937                                                 | Prefeito nomeado                         |
| 15 | Sabiniano Alves do Rego Maia                      |                       | PDB          | 1º de dezembro de 1937  | 27 de julho de 1940                                                 | Prefeito nomeado                         |
| 16 | Osmar de Aquino Araújo                            |                       | PP           | 19 de agosto de 1940    | 2 de dezembro de 1940                                               | Prefeito nomeado                         |
| 17 | Osório de Aquino Torres                           |                       | PP           | 24 de dezembro de 1940  | 19 de outubro de 1942                                               | Prefeito nomeado                         |
| 18 | Sebastião Vital Duarte                            |                       | PP           | 19 de outubro de 1942   | 2 de fevereiro de 1944                                              | Prefeito nomeado                         |
| 19 | Sebastião Bezerra Bastos                          |                       | UDN          | 2 de fevereiro de 1944  | 12 de setembro de 1945                                              | Prefeito nomeado                         |
| 20 | Antônio Galdino Guedes                            |                       | PTB          | 12 de setembro de 1945  | 5 de novembro de 1945                                               | Prefeito nomeado                         |
| 21 | Cláudio Viana                                     |                       | PTB          | 8 de novembro de 1945   | 22 de fevereiro de 1946                                             | Prefeito nomeado                         |
| 22 | João de Farias Pimentel Filho                     |                       | PL           | 22 de fevereiro de 1946 | 4 de dezembro de 1946                                               | Prefeito nomeado                         |
| 23 | Osório de Aquino Torres                           |                       | UDN          | 5 de dezembro de 1946   | 17 de abril de 1947                                                 | Prefeito nomeado                         |
| 24 | Sylvio Porto                                      |                       | UDN          | 17 de abril de 1947     | 11 de agosto de 1947                                                | Prefeito nomeado                         |
| 25 | Sabiniano Alves do Rego Maia                      |                       | UDN          | 4 de março de 1947      | 31 de janeiro de 1951                                               | Prefeito eleito em sufrágio universal    |
| 26 | Augusto de Almeida                                |                       | PL           | 31 de janeiro de 1951   | 31 de janeiro de 1955                                               | Prefeito eleito em sufrágio universal    |
| 27 | Osmar de Araújo Aquino                            |                       | PSD          | 31 de janeiro de 1955   | 31 de janeiro de 1959                                               | Prefeito eleito em sufrágio universal    |
| 28 | Augusto de Almeida                                |                       | PL           | 31 de janeiro de 1959   | 31 de janeiro de 1963                                               | Prefeito eleito em sufrágio universal    |
| 29 | João de Farias Pimentel Filho                     |                       | ARENA        | 31 de janeiro de 1963   | 31 de janeiro de 1969                                               | Prefeito eleito em sufrágio universal    |
| 30 | Gustavo Amorim da Costa                           |                       | MDB          | 31 de janeiro de 1969   | 1° de fevereiro de 1973                                             | Prefeito eleito em sufrágio universal    |
| 31 | João de Farias Pimentel Filho                     |                       | ARENA        | 1° de fevereiro de 1973 | 1º de janeiro de 1977                                               | Prefeito eleito em sufrágio universal    |
| 32 | Roberto Paulino                                   |                       | MDB          | 1º de janeiro de 1977   | 31 de dezembro de 1982                                              | Prefeito eleito em sufrágio universal    |
| 33 | Zenóbio Toscano                                   |                       | PMDB         | 1º de janeiro de 1983   | 31 de dezembro de 1988                                              | Prefeito eleito em sufrágio universal    |
| 34 | Roberto Paulino                                   |                       | PMDB         | 1º de janeiro de 1989   | 31 de dezembro de 1992                                              | Prefeito eleito em sufrágio universal    |
| 35 | Jáder Pimentel                                    |                       | PDT          | 1º de janeiro de 1993   | 31 de dezembro de 1996                                              | Prefeito eleito em sufrágio universal    |
| 36 | Maria Hailéa Toscano                              |                       | PMDB         | 1º de janeiro de 1997   | 31 de dezembro de 2000                                              | Prefeita eleita em sufrágio universal    |
| 36 | Maria Hailéa Toscano                              | 1º de janeiro de 2001 | PMDB         | 31 de dezembro de 2004  | Prefeita reeleita em sufrágio universal                             |                                          |
| 37 | Fátima Paulino                                    |                       | PMDB         | 1º de janeiro de 2005   | 31 de dezembro de 2008                                              | Prefeita eleita em sufrágio universal    |
| 37 | Fátima Paulino                                    | 1º de janeiro de 2009 | PMDB         | 31 de dezembro de 2012  | Prefeita reeleita em sufrágio universal                             |                                          |
| 38 | Zenóbio Toscano                                   |                       | PSDB         | 1º de janeiro de 2013   | 31 de dezembro de 2016                                              | Prefeito eleito em sufrágio universal    |
| 38 | Zenóbio Toscano                                   | 1º de janeiro de 2017 | PSDB         | 14 de Junho de 2020     | Prefeito reeleito em sufrágio universal, falecido durante o mandato |                                          |
| 39 | Marcus Diôgo de Lima                              |                       | PSDB         | 15 de junho de 2020     | 31 de dezembro de 2020                                              | Vice-prefeito, assumiu a vaga do titular |
| 39 | Marcus Diôgo de Lima                              | 1º de janeiro de 2021 | PSDB         | 31 de dezembro de 2024  | Prefeito reeleito em sufrágio universal                             |                                          |
| 40 | Maria Hailéa Toscano                              |                       | União Brasil | 1º de janeiro de 2025   | Atual                                                               | Prefeita eleita em sufrágio universal    |